# Nellike-familien
Nellike-familien (Caryophyllaceae) består af ca. 90 slægter, der er udbredt i alle verdensdele (inklusive Antarktis). Det er karakteristisk for familien, at bladene er modsatte og helrandede. Blomsterne er samlet i gaffelkvaste, og de enkelte blomster er tvekønnede, regelmæssige og 5-tallige. Den tørre kapsel indeholder mange frø.
Her beskrives kun de slægter, der er repræsenteret ved arter, som er vildtvoksende i Danmark, eller som dyrkes her.
| Beskrevne slægter |

- Klinte (Agrostemma)
- Markarve (Arenaria)
- Hønsetarm (Cerastium)
- Skorem (Corrigiola)
- Bærlimurt (Cucubalus)
- Nellike (Dianthus)
- Gipsurt (Gypsophila)
- Brudurt (Herniaria)
- Skærmarve (Holosteum)
- Strandarve-slægten (Honckenya)
- Bruskbæger (Illecebrum)
- Norel (Minuartia)
- Skovarve (Moehringia)
- Kløvkrone (Myosoton)
- Knopnellike (Petrorhagia)
- Firling (Sagina)
- Sæbeurt (Saponaria)
- Knavel (Scleranthus)
- Limurt (Silene)
- Spergel (Spergula)
- Hindeknæ (Spergularia)
- Fladstjerne (Stellaria)
- Konellike (Vaccaria)
- Tjærenellike har ikke længere sin egen familie, men skal søges under Limurt (Silene)[1]

| Andre slægter |

- Acanthophyllum
- Achyronychia
- Allochrusa
- Alsinanthe
- Alsine
- Alsinidendron
- Alsinopsis
- Ankyropetalum
- Anychia
- Atocion
- Banffya
- Behen
- Bolanthus
- Bolbosaponaria
- Brachystemma
- Brewerina
- Bufonia
- Calycotropis
- Cardionema
- Caryophyllus
- Cerdia
- Cernohorskya
- Chaetonychia
- Charesia
- Colobanthus
- Cometes
- Coronaria
- Cyathophylla
- Dadjoua
- Dianthella
- Diaphanoptera
- Dicheranthus
- Drymaria
- Drypis
- Eremogone
- Eudianthe
- Fimbripetalum
- Gastrocalyx
- Gastrolychnis
- Geocarpon
- Gooringia
- Gouffeia
- Greniera
- Gymnocarpos
- Habrosia
- Hafunia
- Haya
- Heliosperma
- Heterochroa
- Hymenella
- Kabulia
- Kohlrauschia
- Krascheninikovia
- Krauseola
- Kuhitangia
- Lepyrodiclis
- Lidia
- Lochia
- Loeflingia
- Melandrium
- Melandryum
- Merckia
- Mesostemma
- Microphyes
- Minuopsis
- Mniarum
- Moenchia
- Nyachia
- Ochotonophila
- Ortegia
- Paronychia
- Pentacaena
- Pentastemonodiscus
- Petrocoptis
- Philippiella
- Phryna
- Phrynella
- Pinosia
- Pirinia
- Pleioneura
- Plettkea
- Pollichia
- Polycarpaea
- Polycarpon
- Polytepalum
- Porsildia
- Provancheria
- Psammanthe
- Psammophila
- Psammophiliella
- Pseudosaponaria
- Pseudostellaria
- Pteranthus
- Pycnophyllopsis
- Pycnophyllum
- Queria
- Reesia
- Reicheella
- Rhodalsine
- Robbairea
- Sanctambrosia
- Schiedea
- Schischkiniella
- Scleranthopsis
- Sclerocephalus
- Scopulophila
- Selleola
- Siphonychia
- Spergulastrum
- Sphaerocoma
- Steris
- Stipulicida
- Telephium
- Thurya
- Thylacospermum
- Tryphane
- Tunica
- Tytthostemma
- Uebelinia
- Velezia
- Wangerinia
- Wierzbickia
- Wilhelmsia
- Willwebera
- Xerotia

## Note
1. ↑  Jævnfør Grin: Taxon:Silene viscaria, som har kontrolleret dette navn senest den 26. august 2015 (engelsk)
2. ↑  GRIN: Caryophyllaceae -fuldstændig liste (på (engelsk))

## Eksternt link
- Nellike-familien på Curlie (som bygger videre på Open Directory Project)